# Mexieulepis mexicanus
Mexieulepis mexicanus är en ringmaskart som först beskrevs av Miles Joseph Berkeley 1939.  Mexieulepis mexicanus ingår i släktet Mexieulepis och familjen Eulepethidae. Inga underarter finns listade i Catalogue of Life.